# Église Saint-Martin de Villequier
L'église Saint-Léonard est une église catholique située dans la commune de Rives-en-Seine, en France.

## Localisation
L'église est située à Villequier, ancienne commune du département français de la Seine-Maritime, plus précisément à Villequier-Bas.

## Historique
L'église est fondée au XIIe siècle et est reconstruite au XVIe siècle. Le chœur est restauré aux deux siècles suivants.
L'édifice est classé au titre des monuments historiques le 14 décembre 1914.

## Description
L'édifice est en pierre.
Les fenestrages sont de style gothique flamboyant et des vitraux du XVIe siècle sont conservés, figurant des scènes de la vie du Christ, des représentations de saints et un arbre de Jessé.
Les Sépultures de la famille Vacquerie-Hugo sont situées dans le cimetière autour de l'église.